# Scottish
La scottish è una danza tradizionale di coppia, in 2/4, diffusa in tutta l'Europa.
Compare in Francia verso il diciannovesimo secolo, forse originaria dell'Inghilterra o dalla Germania. Secondo alcuni ricercatori è stata introdotta nel 1848 in Inghilterra sotto il nome di Polka tedesca e poi rinominata "Scottish" agli inizi della prima guerra mondiale per evitare il riferimento alla Germania. 
L'etimologia del nome fa riferimento a "scottischer" ossia passo scozzese.

## Schema di ballo
Si esegue in coppia ed oggi è ballata in moltissime varianti.
Lo schema più comune si evolve in tre parti:
- i ballerini fanno un passo di polka (ovvero due passi con una sospensione) partendo con il piede sinistro per il cavaliere (destro per la dama)
- un passo di polka nell'altro senso partendo di piede destro per l'uomo
- quattro passi girando in senso orario.

Questo schema ha una infinita serie di varianti, con la coppia legata o con i danzatori sciolti, che vengono scelte, e a volte inventate, dai danzatori.
Ve ne sono molte varianti, secondo i paesi che la ballano, anche se la tendenza odierna è quella di mescolare gli stili.

## Varianti
Quanto alle varianti regionali italiane, si citano qui alcuni esempi tipo la scottish di Gallura (Sardegna) e la scottish del Grossetano (Toscana), a coreografia fissa. In Toscana viene chiamata sciòrtis e in Gallura scottis.
La denominazione che questa danza ha assunto in Romagna è sòtis (si pronuncia con la esse dura) e sono sinora note le seguenti varianti, tutte a coreografia fissa: sòtis di Premilcuore, sòtis di Palazzuolo sul Senio, sòtis di Galeata, sòtis di Castel del Rio, sòtis di Valmaggiore.
Esistono varianti umbre, siciliane e pugliesi, quest'ultima presente raccolta a Cisternino nell'Alto Salento dove viene chiamata, in dialetto, u scozjë.